# (6547) Vasilkarazin
(6547) Vasilkarazin es un asteroide perteneciente al cinturón de asteroides, descubierto el 2 de septiembre de 1987 por la astrónoma soviética Liudmila Chernyj desde el Observatorio Astrofísico de Crimea (República de Crimea), Rusia).

## Designación y nombre
Designado provisionalmente como  1987 RO3. Fue nombrado Vasilkarazin en honor al científico ucraniano Vasili Nazarovich Karazin.